# Tir als Jocs Olímpics d'estiu de 1920 - Carrabina, 50 metres
La competició de carrabina, 50 metres va ser una de les vint-i-una proves del programa de Tir dels Jocs Olímpics d'Anvers de 1920. Es disputà el 2 d'agost de 1920 i hi van prendre part 50 tiradors procedents de 10 nacions diferents.

## Medallistes
| Or                       | Plata                 | Bronze              |
| Lawrence Nuesslein (USA) | Arthur Rothrock (USA) | Dennis Fenton (USA) |

## Resultats
Sols es coneixen els resultats dels tiradors de les quatre millors nacions. La puntuació màxima possible era 400 punts. La suma de les puntuacions d'aquesta prova determinaven la classificació de la prova de carrabina per equips.
| Pos. | Tirador                      | Punts      |
| ---- | ---------------------------- | ---------- |
| 1    | Lawrence Nuesslein (USA)     | 391        |
| 2    | Arthur Rothrock (USA)        | 386        |
| 3    | Dennis Fenton (USA)          | 385        |
| -    | Sigvard Hultcrantz (SWE)     | 382        |
| -    | Erik Ohlsson (SWE)           | 381        |
| -    | Anton Olsen (NOR)            | 379        |
| -    | Lars Jørgen Madsen (DEN)     | 378        |
| -    | Erik Sætter-Lassen (DEN)     | 378        |
| -    | Albert Helgerud (NOR)        | 375        |
| -    | Leon Lagerlöf (SWE)          | 375        |
| -    | Anders Peter Nielsen (DEN)   | 374        |
| -    | Otto Wegener (DEN)           | 373        |
| -    | Sigvart Johansen (NOR)       | 373        |
| -    | Olaf Sletten (NOR)           | 371        |
| -    | Willis A. Lee (USA)          | 370        |
| -    | Oscar Eriksson (SWE)         | 370        |
| -    | Østen Østensen (NOR)         | 368        |
| -    | Oliver Schriver (USA)        | 367        |
| -    | Ragnar Stare (SWE)           | 365        |
| -    | Christen Møller (DEN)        | 359        |
| -    | Léon Johnson (FRA)           | desconegut |
| -    | Achille Paroche (FRA)        | desconegut |
| -    | Émile Rumeau (FRA)           | desconegut |
| -    | André Parmentier (FRA)       | desconegut |
| -    | Georges Roes (FRA)           | desconegut |
| -    | Paul Van Asbroeck (BEL)      | desconegut |
| -    | Norbert Van Molle (BEL)      | desconegut |
| -    | Philippe Cammaerts (BEL)     | desconegut |
| -    | Victor Robert (BEL)          | desconegut |
| -    | Louis Andrieu (BEL)          | desconegut |
| -    | Alfredo Galli (ITA)          | desconegut |
| -    | Raffaele Frasca (ITA)        | desconegut |
| -    | Peppy Campus (ITA)           | desconegut |
| -    | Franco Micheli (ITA)         | desconegut |
| -    | Ricardo Ticchi (ITA)         | desconegut |
| -    | George Lishman (RSA)         | desconegut |
| -    | Fred Morgan (RSA)            | desconegut |
| -    | George Harvey (RSA)          | desconegut |
| -    | Robert Bodley (RSA)          | desconegut |
| -    | Mark Paxton (RSA)            | desconegut |
| -    | José Bento (ESP)             | desconegut |
| -    | Antonio Bonilla (ESP)        | desconegut |
| -    | Domingo Rodríguez (ESP)      | desconegut |
| -    | Lluís Calvet (ESP)           | desconegut |
| -    | Antonio Moreira (ESP)        | desconegut |
| -    | Andreas Vikhos (GRE)         | desconegut |
| -    | Ioannis Theofilakis (GRE)    | desconegut |
| -    | Konstantinos Kefalas (GRE)   | desconegut |
| -    | Vasileios Xylinakis (GRE)    | desconegut |
| -    | Emmanouil Peristerakis (GRE) | desconegut |